# چشم‌سفید ژاپنی
چشم‌سفید ژاپنی (نام علمی: Zosterops japonicus) نام یک گونه از سرده چشم‌سفید است.